# ۳۶۷ (میلادی)
۳۶۷ (میلادی) سیصد و شصت و هفتمین سال تقویم میلادی است.

## درگذشتگان
‎